# Benoît Tavenot
Benoît Tavenot, né le 3 janvier 1977 à Paris (Île-de-France), est un footballeur français reconverti entraîneur.

## Biographie

### Carrière de joueur
Arrivé à sept ans en Alsace, il débute son parcours de footballeur amateur au sein de l'AS Strasbourg, avant de rejoindre le club de Vauban.
Il gagne ensuite la Corse en 1999, avec un passage au CABG Lucciana où il y gagne la coupe de Corse en 2003, avant de terminer sa carrière de footballeur avec la réserve du SC Bastia.

### Carrière d'entraîneur
Il se reconverti ensuite en éducateur des jeunes, au sein du club bastiais. Au sein des équipes jeunes, il participe notamment à la formation de Gilles Cioni ou Pierre-Emerick Aubameyang.
En 2009, il est promu comme entraîneur de l'équipe réserve du SC Bastia, avant de rejoindre le staff de Frederic Hantz comme entraîneur adjoint durant la saison 2011-12.
Après un cours passage dans le staff de Laurent Guyot au sein de l'équipe de France des moins de 16 ans, il retourne au SC Bastia comme directeur du centre de formation, puis devient entraineur adjoint de François Ciccolini.

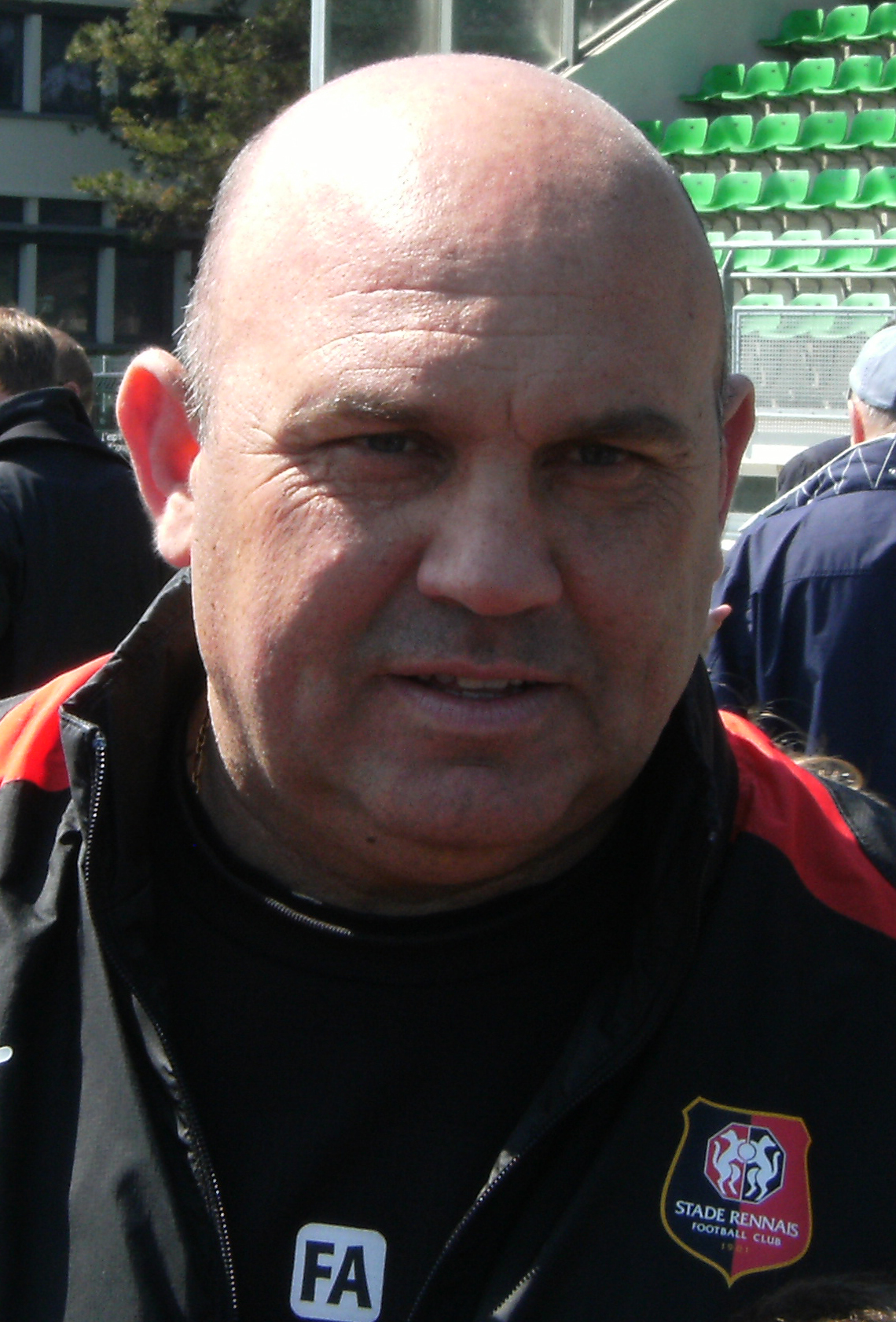
Frédéric Antonetti (photo) est le mentor de Tavenot au FC Metz puis au RC Strasbourg.

Libéré de son contrat après le dépôt de bilan du club corse, Benoit Tavenot rejoint le club voisin, le FC Borgo.
Il retrouve ensuite Guyot au sein du staff du Cercle Bruges durant la saison 2018-2019, puis rejoint le staff du FC Metz en Ligue 1, entrainé par le tandem Antonetti / Hognon. Il assure le rôle d'entraineur adjoint durant 3 saisons, avant de quitter le club mosellan.
Ayant obtenu le BEPF, il est proche de s'engager au Stade Brestois fin 2022, mais suit finalement Antonetti au RC Strasbourg, encore avec un rôle d'adjoint.
Après le maintien du club alsacien en Ligue 1, Tavenot quitte le staff de son mentor, avec comme volonté de trouver un poste comme entraineur principal.
Il rejoint le Dijon FCO fin 2023, alors tout juste relégué en National 1, en qualité d'entraineur numéro un. Il mène le club bourguignon jusqu'à la 4e place du championnat, en lançant notamment plusieurs jeunes au sein de l'équipe A.
Son aventure en Bourgogne ne dure qu'une saison, puisqu'il retrouve le SC Bastia en juin 2024, mais cette fois-ci comme entraineur principal de l'équipe première. Tavenot retrouve au sein du club corse Frédéric Antonetti, qui a été nommé directeur sportif.